# Рухлин, Дмитрий Никифорович
Дмитрий Никифорович Рухлин (1885 — 1956) — герой Первой мировой войны, участник Белого движения, полковник Дроздовского стрелкового полка.

## Биография
Православный. Из мещан города Константинограда Полтавской губернии. Общее образование получил дома.
В 1906 году окончил Чугуевское пехотное юнкерское училище, откуда выпущен был подпоручиком в 127-й пехотный Путивльский полк. Произведен в поручики 10 октября 1910 года. В Первую мировую войну вступил в рядах 127-го пехотного Путивльского полка. Удостоен ордена Святого Георгия 4-й степени
За то, что с 7-го на 8-е сентября 1914 года проявил блестящую храбрость, переправившись с разведчиками ползком по мосткам через р. Сан у гор. Радымно, под сильным ружейным огнем противника, после чего повел наступление и, оттеснивши заставы неприятеля, дал возможность переправить батальон с пулеметами и прочно укрепиться на левом берегу Сана.
Произведен в штабс-капитаны 5 ноября 1914 года «выслугу лет», в капитаны — 31 июля 1915 года «за отличия в делах против неприятеля». 12 октября 1916 года переведен в 465-й пехотный Уржумский полк.
В Гражданскую войну полковник Рухлин участвовал в Белом движении на Юге России. Служил в дроздовских частях в составе ВСЮР и Русской армии до эвакуации Крыма. Галлиполиец.
В эмиграции во Франции. Жил в Париже, работал шофером такси. В течение многих лет был начальником Дроздовской группы во Франции, состоял членом Общества галлиполийцев и Союза русских шоферов.
Скончался в 1956 году в Париже. Похоронен на дроздовском участке кладбища Сент-Женевьев-де-Буа.

## Награды
- Орден Святого Станислава 3-й ст. (ВП 18.08.1909)
- Орден Святой Анны 4-й ст. с надписью «за храбрость» (ВП 28.12.1914)
- Орден Святого Станислава 2-й ст. с мечами (ВП 13.02.1915)
- Орден Святого Георгия 4-й ст. (ВП 19.05.1915)
- Орден Святого Владимира 4-й ст. с мечами и бантом (ВП 22.08.1915)
- Орден Святой Анны 2-й ст. с мечами (ВП 9.09.1916)